# Match des Étoiles de la Ligue majeure de baseball 2009
Le match des Étoiles de la Ligue majeure de baseball 2009 (2009 MLB All-Star Game) était la 80e édition de cette opposition entre les meilleurs joueurs de la Ligue américaine et de la Ligue nationale, les deux composantes des Ligues majeures de baseball. 
Le match a eu lieu le mardi 14 juillet 2009 au Busch Stadium, antre des Cardinals de Saint-Louis. L'équipe d'Étoiles de la Ligue américaine est demeurée invaincue pour une 13e année de suite, l'emportant 4-3 sur la Ligue nationale.
Adam Jones, des Orioles de Baltimore, a procuré la victoire à l'Américaine en 8e manche en faisant marquer à l'aide d'un ballon-sacrifice le représentant des Tigers de Detroit, Curtis Granderson, auteur d'un triple. 
Carl Crawford, des Rays de Tampa Bay, a été nommé joueur par excellence du match d'Étoiles 2009. Son attrapé spectaculaire en 7e manche a empêché Brad Hawpe, des Rockies du Colorado, de frapper un coup de circuit qui aurait donné les devants à la Nationale.

## Effectifs

### Ligue nationale
- Manager : Charlie Manuel des Phillies de Philadelphie, champions de Ligue nationale et champions du monde en 2008.
- Adjoints : Joe Torre des Dodgers de Los Angeles, Tony La Russa des Cardinals de Saint-Louis.
- Instructeurs : Pete Mackanin (banc), Rich Dubee (lanceurs), Milt Thompson (frappeurs), Mick Billmeyer (enclos de relève), Davey Lopes (premier but) et Sam Perlozzo (troisième but), tous des Phillies de Philadelphie.

| Alignement partant | Alignement partant | Alignement partant | Alignement partant |
| Position           | Joueur             | Équipe             | Sélections         |
| ------------------ | ------------------ | ------------------ | ------------------ |
| Receveur           | Yadier Molina      | Cardinals          | 1                  |
| Premier but        | Albert Pujols      | Cardinals          | 8                  |
| Deuxième but       | Chase Utley        | Phillies           | 4                  |
| Troisième but      | David Wright       | Mets               | 4                  |
| Arrêt court        | Hanley Ramirez     | Marlins            | 2                  |
| Champ extérieur    | Carlos Beltran*    | Mets               | 5                  |
| Champ extérieur    | Ryan Braun         | Brewers            | 2                  |
| Champ extérieur    | Raúl Ibáñez        | Phillies           | 1                  |

- Carlos Beltran, blessé, a été remplacé par Jayson Werth dans l'équipe de la Nationale, et par Shane Victorino dans l'alignement partant.

| Lanceurs | Lanceurs            | Lanceurs     | Lanceurs   |
| Position | Joueur              | Équipe       | Sélections |
| -------- | ------------------- | ------------ | ---------- |
| Lanceur  | Heath Bell          | Padres       | 1          |
| Lanceur  | Chad Billingsley    | Dodgers      | 1          |
| Lanceur  | Jonathan Broxton*   | Dodgers      | 1          |
| Lanceur  | Matt Cain*          | Giants       | 1          |
| Lanceur  | Francisco Cordero   | Reds         | 3          |
| Lanceur  | Zach Duke           | Pirates      | 1          |
| Lanceur  | Ryan Franklin       | Cardinals    | 1          |
| Lanceur  | Dan Haren           | Diamondbacks | 3          |
| Lanceur  | Trevor Hoffman      | Brewers      | 7          |
| Lanceur  | Josh Johnson        | Marlins      | 1          |
| Lanceur  | Ted Lilly           | Cubs         | 2          |
| Lanceur  | Tim Lincecum        | Giants       | 2          |
| Lanceur  | Jason Marquis       | Rockies      | 1          |
| Lanceur  | Francisco Rodríguez | Mets         | 4          |
| Lanceur  | Johan Santana       | Mets         | 3          |

- Jonathan Broxton, blessé, a été remplacé par Trevor Hoffman.
- Matt Cain, blessé, a été remplacé par Zach Duke.

| Remplaçants     | Remplaçants     | Remplaçants  | Remplaçants |
| Position        | Joueur          | Équipe       | Sélections  |
| --------------- | --------------- | ------------ | ----------- |
| Receveur        | Brian McCann    | Braves       | 4           |
| Premier but     | Prince Fielder  | Brewers      | 2           |
| Premier but     | Adrian Gonzalez | Padres       | 2           |
| Premier but     | Ryan Howard     | Phillies     | 2           |
| Deuxième but    | Orlando Hudson  | Dodgers      | 2           |
| Deuxième but    | Freddy Sanchez  | Pirates      | 3           |
| Troisième but   | Ryan Zimmerman  | Nationals    | 1           |
| Arrêt court     | Miguel Tejada   | Astros       | 6           |
| Champ extérieur | Hunter Pence    | Astros       | 1           |
| Champ extérieur | Brad Hawpe      | Rockies      | 1           |
| Champ extérieur | Justin Upton    | Diamondbacks | 1           |
| Champ extérieur | Shane Victorino | Phillies     | 1           |
| Champ extérieur | Jayson Werth    | Phillies     | 1           |

### Ligue américaine
- Manager : Joe Maddon des Rays de Tampa Bay, champions de Ligue américaine en 2008.
- Adjoints : Don Wakamatsu des Mariners de Seattle, Trey Hillman des Royals de Kansas City.
- Instructeurs : Dave Martinez (banc), Jim Hickey (des lanceurs), Steve Henderson (frappeurs), Bobby Ramos (enclos de relève), George Hendrick (premier but) et Tom Foley (troisième but), tous des Rays de Tampa Bay.

| Alignement partant | Alignement partant | Alignement partant | Alignement partant |
| Position           | Joueur             | Équipe             | Sélections         |
| ------------------ | ------------------ | ------------------ | ------------------ |
| Receveur           | Joe Mauer          | Twins              | 3                  |
| Premier but        | Mark Teixeira      | Yankees            | 2                  |
| Deuxième but       | Dustin Pedroia*    | Red Sox            | 2                  |
| Troisième but      | Evan Longoria*     | Rays               | 2                  |
| Arrêt court        | Derek Jeter        | Yankees            | 10                 |
| Champ extérieur    | Jason Bay          | Red Sox            | 3                  |
| Champ extérieur    | Ichirō Suzuki      | Mariners           | 9                  |
| Champ extérieur    | Josh Hamilton      | Rangers            | 2                  |

- Dustin Pedroia a dû s'absenter pour des raisons familiales. Il a été remplacé dans l'équipe de l'Américaine par Carlos Peña, et dans l'alignement partant par Aaron Hill.
- Evan Longoria, blessé, n'a pas joué. Il a été remplacé par Chone Figgins dans l'équipe et par Michael Young dans l'alignement partant.

| Lanceurs | Lanceurs          | Lanceurs  | Lanceurs   |
| Position | Joueur            | Équipe    | Sélections |
| -------- | ----------------- | --------- | ---------- |
| Lanceur  | Andrew Bailey     | Athletics | 1          |
| Lanceur  | Josh Beckett      | Red Sox   | 2          |
| Lanceur  | Mark Buehrle      | White Sox | 4          |
| Lanceur  | Brian Fuentes     | Angels    | 3          |
| Lanceur  | Zack Greinke      | Royals    | 1          |
| Lanceur  | Roy Halladay      | Blue Jays | 6          |
| Lanceur  | Felix Hernandez   | Mariners  | 1          |
| Lanceur  | Edwin Jackson     | Tigers    | 1          |
| Lanceur  | Joe Nathan        | Twins     | 4          |
| Lanceur  | Jonathan Papelbon | Red Sox   | 4          |
| Lanceur  | Mariano Rivera    | Yankees   | 10         |
| Lanceur  | Justin Verlander  | Tigers    | 2          |
| Lanceur  | Tim Wakefield     | Red Sox   | 1          |

| Remplaçants     | Remplaçants       | Remplaçants | Remplaçants |
| Position        | Joueur            | Équipe      | Sélections  |
| --------------- | ----------------- | ----------- | ----------- |
| Receveur        | Víctor Martínez   | Indians     | 3           |
| Premier but     | Justin Morneau    | Twins       | 3           |
| Premier but     | Kevin Youkilis    | Red Sox     | 2           |
| Deuxième but    | Aaron Hill        | Blue Jays   | 1           |
| Troisième but   | Chone Figgins     | Angels      | 1           |
| Troisième but   | Brandon Inge      | Tigers      | 1           |
| Troisième but   | Michael Young     | Rangers     | 6           |
| Arrêt court     | Jason Bartlett    | Rays        | 1           |
| Champ extérieur | Carl Crawford     | Rays        | 3           |
| Champ extérieur | Nelson Cruz       | Rangers     | 1           |
| Champ extérieur | Curtis Granderson | Tigers      | 1           |
| Champ extérieur | Torii Hunter*     | Angels      | 3           |
| Champ extérieur | Adam Jones        | Orioles     | 1           |
| Champ extérieur | Ben Zobrist       | Rays        | 1           |

- Torii Hunter, blessé, a été remplacé par Nelson Cruz.

### Vote populaire
Encore une fois, les joueurs des formations partantes ont été élus par le public par le biais d'un vote tenu dans les 30 stades des majeures et sur internet. Dans ce dernier cas, un maximum de 25 bulletins de vote par courriel était autorisé. Aucune limite n'était en revanche fixée pour le nombre de bulletins papier déposés dans les stades. Le scrutin se terminait le 2 juillet et les résultats dévoilés le 5 juillet. 
Albert Pujols, des Cardinals de Saint-Louis de la Ligue nationale, est le joueur ayant reçu le plus de votes avec 5 397 374, prenant la première place pour la deuxième fois de sa carrière (il avait également terminé premier en 2006) et récoltant le second plus haut total de voix dans l'histoire. Derek Jeter a dominé le scrutin parmi les joueurs de la Ligue américaine.
Après le dévoilement des alignements d'Étoiles, le 5 juillet, les fans de baseball avaient la chance d'élire par internet deux joueurs supplémentaires, choisis parmi une liste de cinq candidats pour chaque ligue. En 2009, Shane Victorino (Philadelphie) et Brandon Inge (Detroit) ont été élus.

## Résumé du match
La Ligue américaine a pris les devants 2-0 en début de première manche face au lanceur partant de la Ligue nationale, Tim Lincecum. Ichiro Suzuki, premier frappeur du match, a frappé un coup sûr. Puis Derek Jeter a été atteint par un lancer de Lincecum. Après le retrait forcé de Suzuki au troisième but, Jeter a marqué le premier point sur une erreur de Albert Pujols, incapable de maîtriser un roulant de Mark Teixeira. Joe Mauer est par la suite venu marquer sur un coup sûr de Josh Hamilton.
En fin de deuxième manche, face au partant de l'Américaine, Roy Halladay, la Nationale a répliqué avec trois points après deux retraits, grâce à des simples consécutifs de David Wright, Shane Victorino et Yadier Molina, puis à un double du frappeur suppléant Prince Fielder.
La Ligue américaine a créé l'égalité 3-3 en début de cinquième manche sur un double de Joe Mauer qui a fait marquer Derek Jeter.
En septième manche, le voltigeur Carl Crawford, des Étoiles de la Ligue américaine, a volé un circuit à Brad Hawpe, réalisant un attrapé spectaculaire à la clôture du champ gauche. Ce jeu lui a valu d'être élu joueur du match à la fin de la rencontre.
En début de huitième manche, la Ligue américaine a inscrit le point de la victoire aux dépens du lanceur Heath Bell. Curtis Granderson, auteur d'un triple, a croisé le marbre sur un ballon-sacrifice d'Adam Jones.
En fin de huitième, la Nationale a rempli les buts, mais le frappeur suppléant Ryan Howard a été retiré sur des prises par le releveur Joe Nathan.
Mariano Rivera a retiré les Étoiles de la Nationale dans l'ordre en neuvième pour mettre fin à la rencontre et récolter un quatrième sauvetage en matchs d'Étoiles, un record de tous les temps.
La Ligue américaine a remporté une victoire de 4-3. Jonathan Papelbon fut le lanceur gagnant et Heath Bell le perdant.
L'Américaine est invaincu en 13 parties d'Étoiles, ayant remporté 12 victoires durant cette séquence (le match des Étoiles 2002 s'était inhabituellement conclu par une partie nulle). La Ligue nationale n'a pas remporté le match d'Étoiles depuis 1996. Avec cette victoire, l'Américaine donne à son représentant l'avantage du terrain pour la Série mondiale 2009 à la fin du mois d'octobre.
Outre les joueurs blessés (Carlos Beltrán, Jonathan Broxton, Matt Cain, Torii Hunter Evan Longoria) ou absent pour des raisons personnelles (Dustin Pedroia), les joueurs suivants ne sont pas apparus dans la rencontre : Andrew Bailey, Josh Beckett, Nelson Cruz, Chone Figgins, Brian Fuentes, Carlos Peña, Justin Verlander et Tim Wakefield de l'Américaine; Josh Johnson, Ted Lilly, Jason Marquis, Hunter Pence, Freddy Sanchez et Johan Santana de la Nationale. 

### Cérémonies

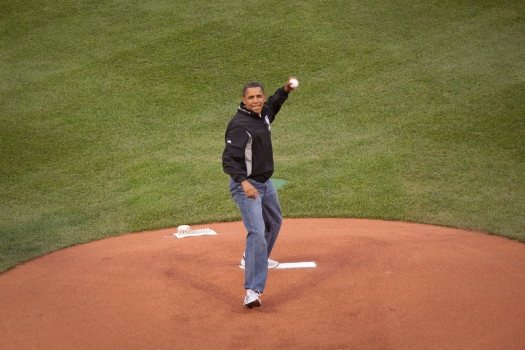
Le président des États-Unis, Barack Obama, effectue le lancer protocolaire.

Le président des États-Unis Barack Obama, vêtu d'un blouson de son équipe favorite, les White Sox de Chicago, a effectué le lancer protocolaire de ce match. Albert Pujols lui servait de receveur pour l'occasion. Obama était le premier président américain en fonction à lancer la première balle du match des Étoiles depuis Gerald Ford en 1976. La balle lui a été remise par Stan Musial, un des six membres du Temple de la renommée du baseball présent aux cérémonies aux côtés de Lou Brock, Bruce Sutter, Bob Gibson, Red Schoendienst et Ozzie Smith.
Un hommage a été rendu aux « héros de tous les jours » (travailleurs communautaires, etc.), avec des témoignages enregistrés sur vidéo du président Barack Obama et des anciens présidents américains George W. Bush, Bill Clinton, George H. W. Bush et Jimmy Carter.
L'hymne national des États-Unis a été interprété par la chanteuse Sheryl Crow. En revanche, le Ô Canada n'a été diffusé qu'en version instrumentale, une décision critiquée par l'un des joueurs Étoiles, le Canadien Justin Morneau.
En milieu de septième manche, la chanteuse country Sara Evans a interprété le God Bless America.

## Concours de coups de circuit
Le traditionnel concours de coups de circuit (Home Run Derby) du match des Étoiles a eu lieu au Busch Stadium le lundi 13 juillet.
Les participants à ce concours pour la Ligue nationale étaient tous des joueurs de premier but : Albert Pujols (Saint-Louis), Ron Howard (Philadelphie), Prince Fielder (Milwaukee) et Adrian Gonzalez (San Diego).
Pour la Ligue américaine, les participants étaient Joe Mauer (Minnesota), Brandon Inge (Detroit), Nelson Cruz (Texas) et Carlos Peña (Tampa Bay).
Prince Fielder, des Brewers, l'a emporté en claquant 23 circuits, triomphant devant Nelson Cruz en ronde finale de la compétition. À l'opposé, Brandon Inge est devenu le premier joueur à ne frapper aucune longue balle dans le cadre de ce concours.